# Чистяково (Брянская область)
Чистяково — посёлок в Брянском районе Брянской области, в составе Журиничского сельского поселения. Расположен в 10 км к востоку от села Журиничи, в 4 км к юго-востоку от деревни Николаевка. Постоянное население с 2005 года отсутствует.
Упоминается с 1920-х годов; первоначально входил в состав Жиздринского уезда, с 1929 года — в Брянском районе. До 1959 года входил в Николаевский сельсовет.
| Годы      | 1926 | 1979 | 1989 | 2002 | 2010 |
| --------- | ---- | ---- | ---- | ---- | ---- |
| Население | 42   | 22   | 14   | 0    | 0    |